# Grappamiel
La grappamiel és un licor d'Uruguai que s'obté de la barreja de grappa, alcohols obtinguts a partir de diversos cereals i mel d'abella.

## Història
El destil·lat de la brisa de raïm té presència a la història de la humanitat des de fa molt de temps i ja era present a l'antic Egipte. Fa quatre segles que s'obté a Itàlia on va adquirir el nom de grappa, encara que té diferents denominacions, entre elles, orujo a Galícia, bagaceira a Portugal i marc a França. La immigració italiana la va fer arribar al Riu de la Plata on es va popularitzar el seu consum amb llimona en xopets als bars. Va ser a Uruguai on es va inventar la grappamiel com a resultant de barrejar la grappa amb mel d'abella.
La seva elaboració comença amb el destil·lat d'orujos provinents de la fermentació del raïm i diversos cereals per a després barrejar-se amb mel, aigua i sucre. Té una graduació entre el 20% i el 25% de grau alcohòlic segons la marca.